# Бальжаи, Карой
Карой Бальжаи (венг. Balzsay Károly; род. 23 июля 1979, Кечкемет, Венгрия) — венгерский профессиональный боксёр, выступавший во второй средней весовой категории (до 76,2 кг). Серебряный призёр чемпионата Европы 2002 года, чемпион мира (по версии WBA, 2011—2012). 
В январе 2009 года победил Дениса Инкина и стал чемпионом мира во втором среднем весе по версии WBO. Проиграл титул Роберту Штиглицу 22 августа 2009 года в Будапеште.
Тренировался у Фрица Здунека.